# Lycoming O-235
O Lycoming O-235 é uma família de motores de quatro cilindros, resfriados à ar, opostamene montados, à pistão que produzem entre 100 e 135 hp, derivado do anterior O-233.
Modelos bem conhecidos que utilizam o O-235 incluem o Cessna 152, Grumman American AA-1, Beechcraft Skipper, Piper PA-38 Tomahawk, Piper PA-22-108 Colt e o Aero Boero AB-115.

## Desenvolvimento
Todos os motores da linha são equipados com carburador e ignição por dois magnetos.
O O-235 foi desenvolvido pelo motor mais leve Lycoming IO-233 para aeronaves leves esportivas.

## Utilização
- Aero Boero AB-115
- AMD Alarus
- Beechcraft Skipper
- CEA DR-221
- Cessna 152
- Fisher Celebrity
- Grumman American AA-1
- Piper PA-22-108 Colt
- Piper PA-29 Papoose
- Piper PA-38 Tomahawk
- Smith Miniplane‎
- Van's Aircraft RV-9